# Twilight (Meg Cabot)
Twilight é um livro escrito pela autora Meg Cabot e publicado em 2004. É o sexto, e, último livro na série A Mediadora.

## Personagens
- Suzannah Simon - "Suze" é uma adolescente comum se não fosse por um detalhe: é mediadora (que, de acordo com o livro, significa alguém com a capacidade de conversar com fantasmas) agora namora Jesse de Silva (ver abaixo).
- Jesse da Silva - fantasma gatão e muito educado que morava no quarto de Suzannah, mas seus modos de 1850 não o permitem conviver com uma dama, mesmo que usando calças, por isso se muda para a reitoria pouco depois se tornar namorado de Suzannah .
- Padre Dominic - padre e diretor da escola Junipero Serra, também é mediador, tal como Suzannah.
- Andy - é o padrasto de Suzannah.
- Mãe de Suzannah - é jornalista e se mudou com Andy para Carmel, pois eles se casaram.
- CeeCee - melhor amiga de Suzannah. Nesse verão, ela começa a trabalhar no jornal da cidade Carmel. Ela morre de amores por Adam.
- Adam - é um dos amigos de Suzannah, e dá em cima dela o tempo todo, o que faz CeeCee morrer de ciúmes.
- Peter Simon - pai de Suzannah, morreu de um infarte fulminate, e até hoje Suzannah o vê, pois ele se torna um fantasma.
- Soneca - meio-imão de Suzannah, sempre esta dormindo pois trabalha até tarde numa pizzaria para comprar um carro. Seu verdadeiro nome é Jake.
- Mestre - meio-imão de Suzannah, é chamado de Mestre porque é um sabe-tudo. É o irmão favorito de Suze. Seu nome verdadeiro é David.
- Dunga - meio-imão de Suzannah, é chamado assim pois esta sempre de mau-humor e só entende de shakes de proteínas, chaves de braço e coisas do tipo. O irmão que mais dá ódio em Suze. Seu nome verdadeiro é Brad.
- Paul Slater - irmão de Jack, Paul é um garoto bizarro que logo se apaixona por Suzannah, porém não é correspondido, pois ela está apaixonada por Jesse. Faz tudo para ter Suzannah, não importa como. Como Suzannah, Jack e o Padre Dominic, Paul também é mediador, mas, ao contrário dos outros três, ele é um mediador horrível, que não ajuda os fantasmas. É uma pessoa muito arrogante e esperta.
- Jack Slater - É o garoto que Suzannah tem que ficar de babá no quarto livro da série. Suzannah logo descobre o por que o garoto não gosta de sair de casa; porque ele vê fantasmas, assim como ela. Suzannah logo conversa com ele sobre ser mediador e ele para de ter medo. Muito amigo de Suzannah, faz qualquer coisa para ajudá-la.
- Oliver Slaski  avô de Paul e Jack, é escritor do livro dos mortos, e tentou contar ao mundo sobre os mediadores, até mesmo os batizando de outro nome.